# Race of Champions 1992
Race of Champions 1992 kördes på Kanarieöarna 1992.
- Plats:  Kanarieöarna
- Datum: 1992
- Segrare:  Andrea Aghini